# Frog Creek
Frog Creek – miasto w Stanach Zjednoczonych, w stanie Wisconsin, w hrabstwie Washburn.